# Tyrone Marshall
Tyrone Marshall (* 12. November 1974 in Kingston) ist ein ehemaliger jamaikanischer Fußballspieler auf der Position eines Abwehrspielers sowie jetziger Trainer. Ende September 2021 übernahm der ehemalige Nachwuchscoach den Posten des Cheftrainers beim FC Cincinnati.

## Karriere

### Die Anfänge
Im Alter von zwölf Jahren kam Marshall mit seiner Familie von Jamaika in die Vereinigten Staaten nach Fort Lauderdale, Florida. Von 1994 bis 1996 besuchte er das Lindsey Wilson College in Columbia, wo er das erste Mal Erfahrungen mit Fußball machen konnte. Nach dem College ging es 1996 an die Florida International University in Miami, wo er bis zu seinem Abgang im Jahr 1998 im Männerfußballteam zum Einsatz kam.

### Spielerkarriere
Nach einer erfolgreichen Zeit beim Fußballteam der Universität wurde Marshall beim MLS College Draft 1998 an elfter Stelle in Runde 1 von den Colorado Rapids ausgewählt. Nach nur einem Ligaeinsatz wurde er Mitte der Saison an Miami Fusion abgegeben. Für Miami spielte er bis zu deren Rückzug vom Spielbetrieb nach der Saison 2001 in insgesamt 82 Ligaspielen.
Beim folgenden MLS Allocation Draft 2002 wurde Marshall von Los Angeles Galaxy ausgewählt, bei welchen er bis zu seinem Abgang im Jahr 2007 zu 124 Meisterschaftseinsätzen kam und dabei auch noch vier Tore erzielte. Mit LA Galaxy gewann er 2002 und 2005 den Meistertitel (MLS Cup), 2005 wurde man als punktebestes Team der regulären Saison zudem mit dem MLS Supporters’ Shield ausgezeichnet. Ebenfalls 2005 gewann man den Lamar Hunt U.S. Open Cup.
Im Juni 2007 wechselte er im Tausch für Edson Buddle zum kanadischen MLS-Klub Toronto FC, der erst zu Saisonbeginn den Spielbetrieb in der MLS aufgenommen hatte. Dort absolvierte er bis zu seinem Abgang 40 Ligaspiele.
Am 10. Februar 2009 wurde bekannt gegeben, dass er zum Seattle Sounders FC transferiert wurde.
Im Januar 2011 wurde er im Re-Entry Draft der MLS von den Colorado Rapids ausgewählt.

### International
In der jamaikanischen Nationalmannschaft kam Marshall bis dato  zu 59 Einsätzen, wobei er es auf zwei Treffer brachte. 2003 und 2005 stand Marshall im jamaikanischen Aufgebot für den CONCACAF Gold Cup, in beiden Austragungen scheiterte Jamaika im Viertelfinale. 2005 wurde Marshall in das erweiterte Aufgebot des All-Star-Teams berufen.
In den Qualifikationen für die WM 2002, WM 2006 sowie die WM 2010 kam er ebenfalls zu Einsätzen.

## Erfolge
- 2× MLS-Cup-Sieger: 2002 und 2005 mit Los Angeles Galaxy
- 2× MLS Supporters’ Shield: 2001 mit Miami Fusion, 2002 mit Los Angeles Galaxy
- 2× US-Open-Cup-Sieger: 2005 mit Los Angeles Galaxy, 2010 mit Seattle Sounders FC